# Carebaco-Meisterschaft 1978
Die Carebaco-Meisterschaft 1978 im Badminton fand vom 12. bis zum 19. November 1978 in Paramaribo statt. Es war die sechste Auflage der Titelkämpfe. Im Teamfinale siegte Titelverteidiger Jamaika gegen Suriname nach 1:3-Rückstand noch mit 4:3.

## Sieger und Finalisten
| Disziplin    | Gold                                                                                   | Silber |
| ------------ | -------------------------------------------------------------------------------------- | --- |
| Herreneinzel | George Hugh                                                                            | Reginald Chin Jong |
| Dameneinzel  | Beena Narwani                                                                          | Sonja Leckie |
| Herrendoppel | Brian Haddad Victor Ziadie                                                             | Roel Sjauw Mook Otmar Kersout |
| Damendoppel  | Diana Uiterloo Loes Sjauw Mook                                                         | |
| Mixed        | Brian Haddad Jennifer Haddad                                                           | |
| Team         | Jamaika Brian Haddad George Hugh Victor Ziadie Sammy Leyow Jennifer Haddad Carol Leyow | Suriname Reginald Chin Jong Roel Sjauw Mook Otmar Kersout Emanuel Sjauw Mook Diana Uiterloo Loes Sjauw Mook Sonja Leckie Ivy Wongsodimedjo |

1. ↑  Laut Kingston Gleaner vom 16. November 1978, Seite 10, verlor Beena Narwani ihre ersten beiden Spiele gegen Haddad und Leckie, sodass ein Titelgewinn unmöglich wäre. Das Starterfeld komplettierte Carol Leyow. Jamaikanischer und Surinamischer Verband gewannen den Einzeltitel jedoch auch nicht, sodass die Zeitungsmeldung auch falsch sein könnte oder eine zusätzliche Finalrunde ausgetragen wurde.